# Naked/Fight Together/Tempest
Naked/Fight Together/Tempest – trzydziesty piąty singel Namie Amuro. Został wydany 27 lipca 2011 roku, w wersji CD i CD+DVD.

## Lista utworów
CD
| 1. | Naked                         | 3:19  |
|    |                               |       |
| 2. | Fight Together                | 4:31  |
|    |                               |       |
| 3. | Tempest                       | 3:19  |
|    |                               |       |
| 4. | Naked (Extended Instrumental) | 4:32  |
|    |                               |       |
| 5. | Fight Together (Instrumental) | 3:19  |
|    |                               |       |
| 6. | Tempest (Instrumental)        | 4:32  |
|    |                               |       |
|    |                               | 23:32 |
|    |                               |       |
DVD
| 1. | Naked (Teledysk)   |  |
|    |                    |  |
| 2. | Tempest (Teledysk) |  |
|    |                    |  |

## Oricon
| Diagram                                                    | Pozycja |
| ---------------------------------------------------------- | ------- |
| Dzienny diagram Oricon (w pierwszym dniu sprzedaży)        | #-      |
| Tygodniowy diagram Oricon (w pierwszym tygodniu sprzedaży) | #2      |
| Miesięczny diagram Oricon (w pierwszym miesiącu sprzedaży) | #-      |
| Roczny diagram Oricon                                      | #74     |

### Pozycje wykresu Oricon
Singiel "Naked/Fight Together/Tempest" #2 miejsce w cotygodniowym wykresie Oriconu. Zajmując #74 miejsce w 2011 roku. Sprzedając się w nakładzie 101 397 egzemplarzy.

## Pozostałe informacje
Piosenka "Naked" została użyta jako komercyjna piosenka "Esprique Precious" Kose, "Fight Together" została użyta jako piosenka do anime One Piece, a piosenka "Tempest" była piosenką przewodnią historycznego dramatu o tej samej nazwie.